# زوزانا اوندروخووا
زوزانا اوندروخووا (چکی: Zuzana Ondrouchová؛ ۲۰ مارس ۱۹۵۰ – ۳ فوریهٔ ۱۹۷۸) بازیگر اهل چکسلواکی بود. وی بین سال‌های ۱۹۵۶ تا ۱۹۷۸ میلادی فعالیت می‌کرد.
از فیلم‌ها یا مجموعه‌های تلویزیونی که وی در آن‌ها نقش داشته‌است، می‌توان به اگر یک‌هزار کلارینت اشاره نمود.